# Шпитковський Олександр-Станіслав Владиславович

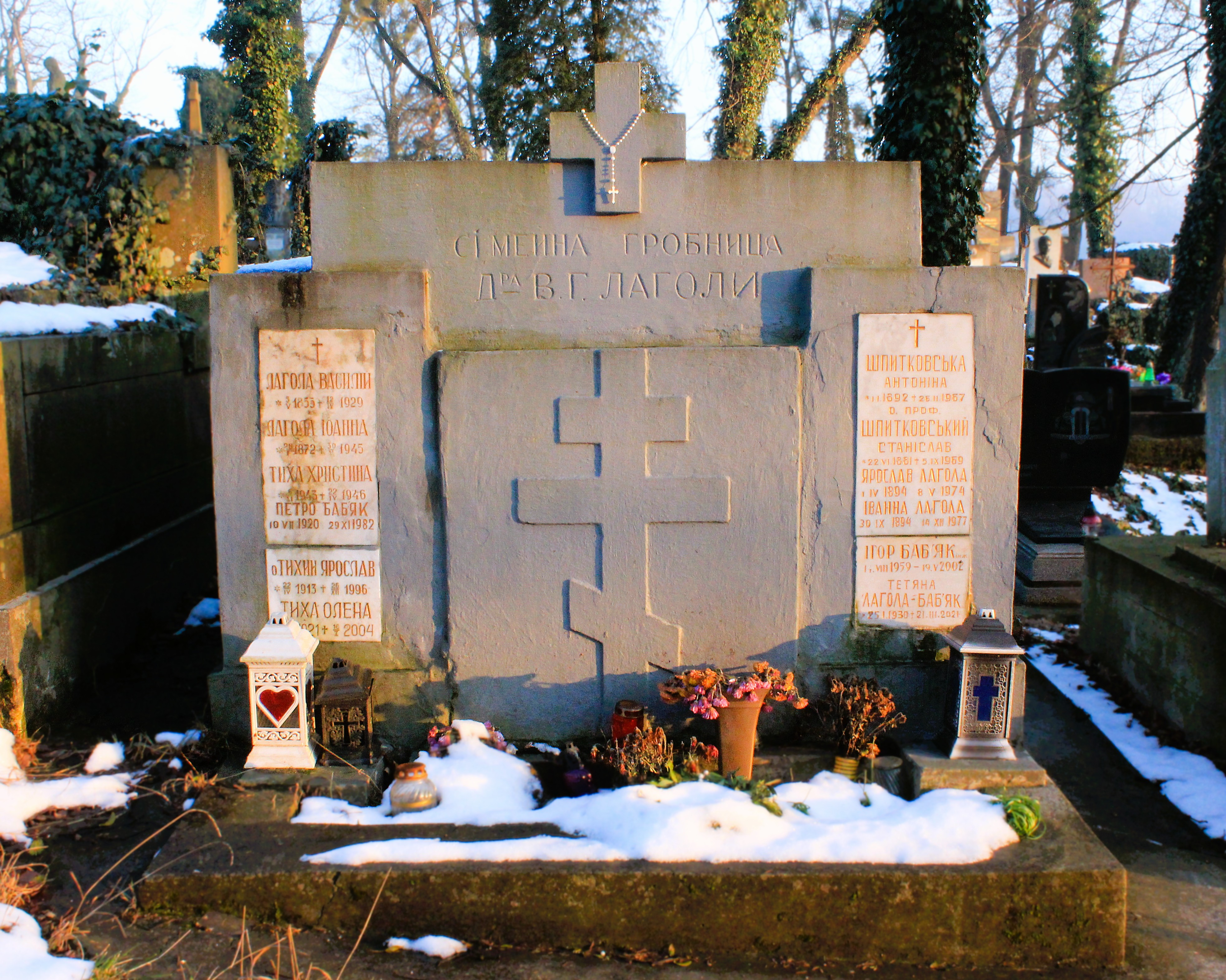
Гробниця родини В.Лаголи.

Олександр-Станіслав Владиславович Шпитковський (21 червня 1881, с. Джурин, Австро-Угорщина — 6 грудня 1969, м. Львів) — український релігійний діяч, педагог, історик, громадський діяч. Брат Івана-Юліана Шпитковського. Доктор богослов'я (1906). Дійсний член НТШ, Богословського наукового товариства у Львові.

## Життєпис
Олександр-Станіслав Шпитковський народився 21 червня 1881 року у селі Джурині, нині Білобожницької громади Чортківського району Тернопільської области України.
Навчався в гімназіях у містах Бучач і Бережани. Закінчив Львівську духовну семінарію. Студіював теологію в університетах міст Відень (1902, Австрія) та Львів (1905; 1912 закінчив філософський факультет). У 1914 році рукопокладений у сан священника. Душпастир у м. Перемишль (нині Пшемисль, Польща). Від 1915 року у Львові: священник собору св. Юра, водночас 1917—1939 — професор Львівської академічної гімназії та вчитель шкіл; директор бурси ім. А. Шептицького, адміністратор «Товариства вдів і сиріт по священиках».
Автор теологічних праць.
Помер 6 грудня 1969 року в Львові. Похований на  75 полі Личаківського кладовища.